# Thoden van Velzen
Thoden van Velzen is een van oorsprong Oost-Friese familie die veel predikanten voortbracht en enkele hoogleraren.

## Geschiedenis
De stamreeks begint met Wilhelm Toden alias Wilhelm Vettermarck, een chirurgijn die omstreeks 1620 werd geboren en na 7 oktober 1688 overleed. Diens kleinzoon Ulben Wilhelm (1700-1736) noemde zich Thoden van Velzen. Die laatste was een zoon van Wichman Wilhelms T(h)oden (†1723), stadschirurgijn te Norden, raadsheer 1693, en diens tweede echtgenote Hiske Margaretha Hajunga (1665-1706), dochter van Bonno Ulbens Hajunga, kolonel-majoor waardoor de voornaam Bonno in het geslacht kwam.
De familie werd in 1911, 1945 en 1978 opgenomen in het genealogische naslagwerk Nederland's Patriciaat.

## Enkele telgen
ds. Eggo Ulphard Thoden van Velzen (1732-1799), predikant
- ds. Ulbo Wilhelm Thoden van Velzen (1766-1811), predikant
- ds. Hajo Uden Thoden van Velzen (1772-1845), predikant
  - ds. Eggo Ulphard Thoden van Velzen (1808-1874), predikant
    - Hajo Uden Thoden van Velzen (1865-1933), directeur Rijksnormaalschool
      - Eggo Ulphard Thoden van Velzen (1897), gezaghebber Gouvernementsmarine
        - prof. dr. Hendrik Ulbo Eric Thoden van Velzen (1933-2020), hoogleraar culturele antropologie te Utrecht; trouwde in 1959 met dr. Wilhelmina van Wetering (1934-2011), antropologe

  - dr. ds. Sijo Kornelius Thoden van Velzen (1809-1900), predikant
    - ds. Hajo Uden Thoden van Velzen (1840-1917), predikant
      - Julius Matthijs Thoden van Velzen (1869-1956), kunstschilder
      - Aleida Thoden van Velzen (1856-1902); trouwde in 1876 met Eco Haitsma Mulier (1843-1883), burgemeester
      - mr. Sijo Kornelis Thoden van Velzen (1868-1952), gemeentesecretaris
        - dr. Johanna Cornelia Thoden van Velzen (1900-1990), lerares; trouwde in 1929 dr. Karel Frederik Proost (1883-1962), predikant, directeur Vereeniging Ons Huis te Rotterdam 1930-1948, letterkundige
        - Betsy Thoden van Velsen (1903-1984), beeldend kunstenares
        - mr. Hajo Uden Thoden van Velzen (1907-1985), directeur bank
          - prof. dr. Syo Kornelius Thoden van Velzen (1934-2009), hoogleraar cariologie en endodontologie te Amsterdam; trouwde in 1960 met Olga Emily d'Ailly (1933-1971), dochter van burgemeester van Amsterdam Arnold Jan d'Ailly (1902-1967)

      - Heinrich Hermann Thoden van Velzen (1885-1965), kolonel generale staf, secretaris-generaal Vereeniging Het Nederlandsche Roode Kruis

    - dr. Hendrik Thoden van Velzen (1842-1927), predikant en publicist
      - Anton Thoden van Velzen (1868-1921), wijnkoper
        - ds. Gottlieb Wilhelm Bonno Adolph Thoden van Velzen (1904-1970), predikant

      - Petrus Thoden van Velzen (1880-1934), arts
        - Eka Louise Thoden van Velzen (1915-1993), beeldend kunstenaar; trouwde in 1955 met Cornelis Jan Kelk (1901-1981), letterkundige

      - Ettine Caroline Thoden van Velzen (1871-1898); trouwde in 1893 met Carel Frederik baron van Westerholt (1864-1920), wethouder van Warnsveld, lid van de familie Van Westerholt
      - Onno Gottlieb Thoden van Velzen (1878-1953), letterkundige, tekenaar

  - Engelina Uden Thoden van Velzen (1812-1878); trouwde in 1836 met ds. Tjark Oosterbeek (1807-1877), predikant
  - ds. Ulbo Wilhelm Thoden van Velzen (1815-1892), predikant
  - Margaretha Anna Sophia Thoden van Velzen (1818-1847); trouwde in 1840 met dr. Louis Susan Pedro Meyboom (1817-1874), predikant
  - Diura Catharina Thoden van Velzen (1820-1893); trouwde in 1850 met ds. Ernestus Pronicus Johannes Jongsma (1816-1890), predikant

Geslachten die opgenomen zijn in het sinds 1910 verschijnende genealogische naslagwerk Nederland's Patriciaat. Lijst volgens opgave van het CBG Centrum voor familiegeschiedenis.
A · B · C · D · E · F · G · H · I · J · K · L · M · N · O · P · Q · R · S · T · U · V · W · Y · Z